# Pro Evolution Soccer 2
Pro Evolution Soccer 2 (скорочено PES 2) — відеогра-футбол з серії Pro Evolution Soccer від Konami. Це остання гра в серії, що вийшла на PlayStation. 

## Команди
40 клубних команд, всі неліцензірованни, але містять реальні імена гравців. 
| - Aragon (Манчестер Юнайтед) - London (Арсенал) - Liguria (Челсі) - Europort (Ліверпуль) - Lake District (Вест Гем Юнайтед) - Yorkshire (Лідс Юнайтед) - Highlands (Ньюкасл Юнайтед) - Celt (Селтік) - Connacht (Рейнджерс) - Dublin (Астон Вілла) - Kataluna (Барселона) - Navarra (Реал Мадрид) - Andalusia (Валенсія) - Kantabria (Депортіво Ла-Корунья) - Provense (Монако) - Languedoc (Олімпік Марсель) - Normandie (Парі Сен-Жермен) - Medoc (Бордо) - Rijnkanaal (Аякс) - Noordzeekanaal (Фейеноорд) | - Flandre (ПСВ) - Marche (Інтернаціонале) - Piemonte (Ювентус) - Lombardia (Мілан) - Umbria (Лаціо) - Emilia (Парма) - Toscana (Фіорентина) - Abruzzi (Рома) - Anhalt (Баварія Мюнхен) - Westfalen (Боруссія Дортмунд) - Ruhr (Байєр 04) - Rheinland (Гамбург) - Peloponnisos (Олімпіакос) - Byzantinobul (Галатасарай) - Marmara (Динамо Київ) - Valdai (Спартак Москва) - Selvas (Васко да Гама) - Mato Grosso (Палмейрас) - Pampas (Рівер Плейт) - Patagonia (Бока Хуніорс) |